# Monika Ryniak
Monika Ryniak z domu Łuczak (ur. 24 stycznia 1960 w Myślenicach) – polska polityk, nauczycielka, działaczka społeczna, posłanka na Sejm V i VI kadencji.

## Życiorys
Ukończyła studia z zakresu historii w Wyższej Szkole Pedagogicznej. Zatrudniona jako nauczycielka w krakowskich szkołach: Szkole Podstawowej nr 112 im. Stanisława Staszica, a następnie w XXXI Liceum Ogólnokształcącym.
13 września 2004 jej syn Kamil został napadnięty i pobity (z użyciem noża i siekiery) na jednym z nowohuckich osiedli. W ciężkim stanie trafił do szpitala. Po tym wydarzeniu Monika Ryniak zorganizowała ogólnopolską akcję „Przeciw przemocy”. Doprowadziła do założenia monitoringu na osiedlu. Wraz z mężem Tomaszem zaangażowała się w zbieranie podpisów pod obywatelskim projektem ustawy, przewidującym zaostrzenie niektórych kar. Zebrano ponad 110 tysięcy podpisów. W 2005 należała do Honorowego Komitetu Poparcia Lecha Kaczyńskiego w wyborach prezydenckich.
W 2005 z ostatniego miejsca na liście Prawa i Sprawiedliwości uzyskała mandat posła V kadencji z okręgu krakowskiego (oddano na nią 2193 głosy). W wyborach parlamentarnych w 2007 bez powodzenia ubiegała się o reelekcję.
5 maja 2010 objęła mandat posłanki VI kadencji w miejsce Zbigniewa Wassermanna, który zginął w katastrofie polskiego Tu-154 w Smoleńsku. W 2011 nie kandydowała do parlamentu kolejnej kadencji.